# Чарльз Рейдпат
Чарльз Декер Рейдпат (англ. Charles Decker Reidpath; нар. 20 вересня 1889 — пом. 21 жовтня 1975) — американський легкоатлет, який спеціалізувався в бігу на короткі дистанції.

## Із життєпису
Дворазовий олімпійський чемпіон-1912 з бігу на 400 метрів та в естафеті 4×400 метрів.
Екс-рекордсмен світу з бігу на 400 метрів та в естафеті 4×400 метрів.
По закінченні спортивної кар'єри працював у будівельній індустрії.
Учасник Другої світової війни у складі армії США. Вийшов у відставку у високому військовому званні генерала армії.

## Основні міжнародні виступи
| Рік  | Змагання         | Місто     | Місце | Дисципліна |
| ---- | ---------------- | --------- | ----- | ---------- |
| 1912 | Олімпійські ігри | Стокгольм | 5     | 200 м      |
| 1912 | 1                | 400 м     |       |            |
| 1912 | 1                | 4×400 м   |       |            |